# Desa Gunungsari (administrativ by i Indonesien, Jawa Tengah, lat -7,21, long 109,22)
Desa Gunungsari är en administrativ by i Indonesien.   Den ligger i provinsen Jawa Tengah, i den västra delen av landet, 280 km öster om huvudstaden Jakarta.